# Huyết (thực phẩm)

Huyết vịt chín hình tròn

Huyết hay tiết là một loại thực phẩm làm từ máu động vật và là một nguyên liệu phổ biến trong nhiều món ăn Việt Nam. Huyết cũng xuất hiện tại một số quốc gia châu Á nhưng bị cấm kị tại một số nước Trung Đông và châu Âu vì lý do tôn giáo.

## Cách làm
Huyết là máu động vật đông cứng thành những khối dạng thạch. Khi sống màu đỏ, khi chín màu đen hoặc tím đậm, nâu đậm. Các loại máu thường dùng làm huyết là máu vịt, máu gà, máu heo,.... Tiết canh là một món huyết sống, ăn ngay mà không qua chế biến

## Ẩm thực

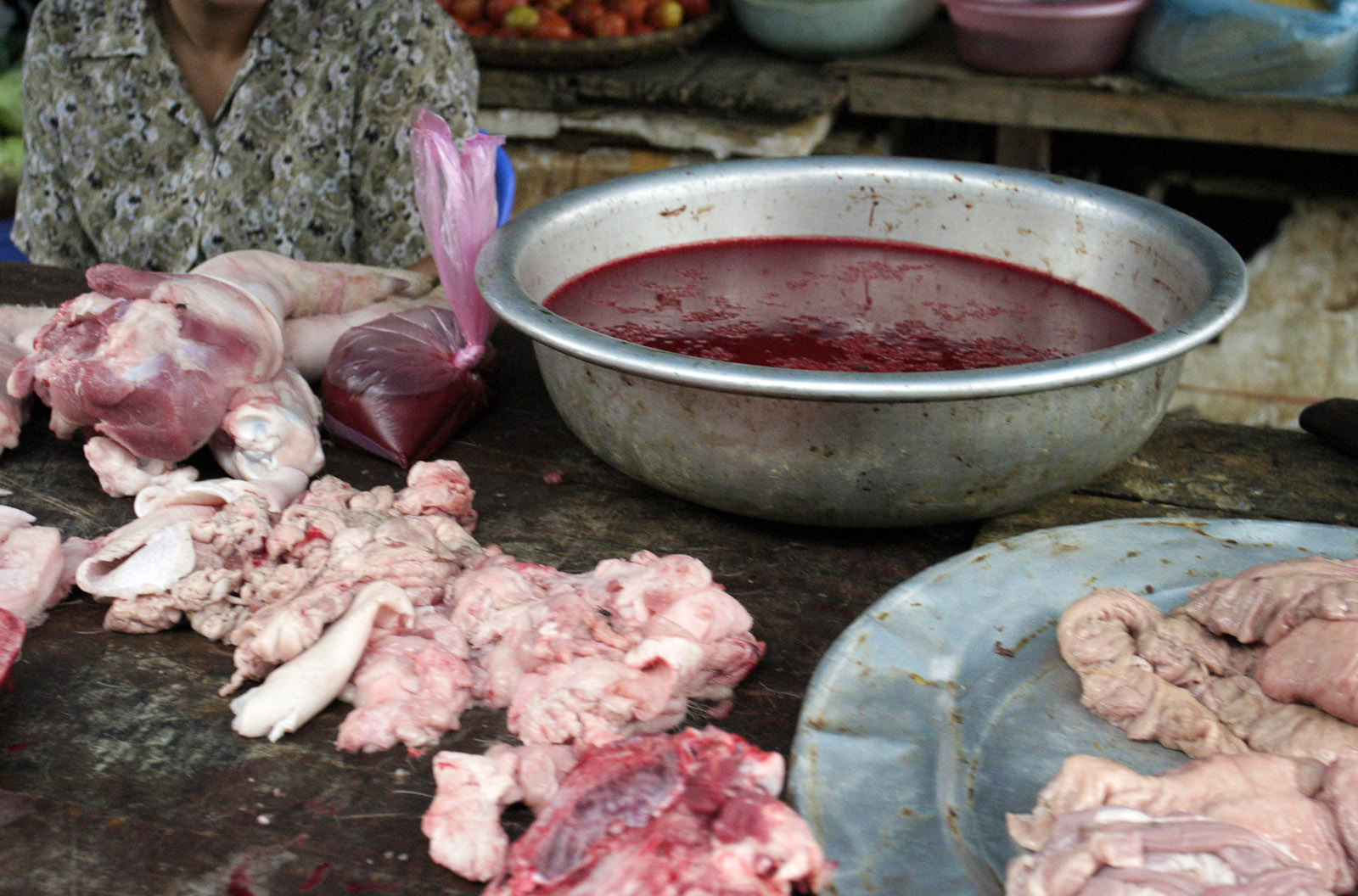
Chậu huyết được bày bán ở chợ

Huyết xuất hiện nhiều trong các món ăn Việt Nam như: tiết canh, bún riêu, dồi lợn, cháo huyết, cháo lòng,... Do Thái giáo và Hồi giáo cấm ăn huyết. Nhiều phái Kitô giáo cũng kị ăn huyết. Có nhiều lời giải thích khác nhau nhưng, phổ biến nhất là vì theo Kinh thánh huyết máu là sự sống. Một người bị bại não, có thể sống dai dẳng thêm cả chục năm, nhưng một người mất máu, chỉ trong ṿòng mấy phút là chết. Lý do thứ hai là huyết máu tượng trưng cho sự cứu rỗi của Chúa Giê-su và thứ ba là do theo Kinh thánh, quỷ dữ và ma cà rồng uống máu động vật mà sống nên không ai muốn bắt chước chúng.

## Sức khỏe
Huyết tuy bổ dưỡng nhưng dễ gây tiêu chảy và rối loạn tiêu hóa nếu không bảo quản cẩn thận hoặc hệ tiêu hóa của thực khách không ở trong trạng thái khỏe mạnh.